# Miitomo
『Miitomo』（ミートモ）は、任天堂配信のiOS・Android用アプリ。2016年2月17日に事前登録を開始、同年3月17日より配信開始。2018年5月9日にサービス終了。

## 概要
任天堂のスマートフォン向けアプリ第1弾で、アバターである「Mii」を使用したコミュニケーションアプリ。配信初期は8言語・16か国で配信。自分のMiiを作成する際に出される質問への答えが他のユーザー「フレンド」に伝えられるほか、Miiの服を着せ変えたり、Miiの写真を撮影してSNSで共有することができる。本作のプレイは基本無料で、ソフト内ではMiiの服を購入する際に必要な「Miitomoコイン」がもらえるが、この「Miitomoコイン」は課金により得ることもできる。また、任天堂の会員サービス「マイニンテンドー」と関連付けした状態で本作をプレイすると、あらかじめ設定されたミッションを達成した際にマイニンテンドーで景品と交換する際に使用するポイント「プラチナポイント（Miitomo）」が獲得できる。
本作発表当時の任天堂社長・君島達己は本作について「（自分の情報が相手に自動的に伝わるという）『ネタふりコミュニケーション』でゲームを遊ぶ仲間の輪が広がることを大切に考えている」と話している。
2018年1月25日に配信された任天堂のニュースリリースにて終了が告知され同年5月9日16:00（日本時間）をもってサービスが終了した。

## システム

### 遊び方
自分のMiiを作る際に出される質問に答えるとプレイヤーの答え（アンサー）が他のフレンドに伝えられる。
フレンドから聞いたアンサーをプレイヤーに教えたり、興味があるフレンドのアンサーにコメントを書いて相手に伝えることも可能。
Miiの服の着せ替えや、ミニゲーム「おとしてMii」での限定の服の入手、「Miiフォト」で作成した写真をSNSに投稿することなどもできる。

### フレンド
フレンドを登録するには以下の四通りの方法がある。
対面認証
Miitomo利用者同士が実際に対面して端末を近づけることで登録する。
SNS連携
Facebookで友達登録しているかTwitterで相互フォローしているMiitomoの利用者が「知り合いかも？」欄に表示され、そこから申請を送る。相手が承認することで相互にフレンド登録される。
フレンドのフレンド
バージョン1.1.0より追加。共通のフレンドが3名以上いるMiitomoの利用者が「知り合いかも？」欄に表示される。
招待
バージョン1.2.0より追加。メール、SMS、LINE経由で登録される。

### アイテム
Miitomoコイン
「ショップ」で服を購入する時や「おとしてMii」で遊ぶ時に使用する。初回起動時に貰えるが、課金して購入することもできる。また無償で貰える方法として、ログインボーナス、Miiからの質問に答える、コメントを書く等がある。
なお、Miitomo終了に伴い、2018年5月11日から同年8月31日14:00までの期間に、課金により購入した未使用のMiitomoコインの払い戻しが行われた。
ゲームチケット
「おとしてMii」で遊ぶ時に使用する。ログインボーナスなどで貰える。
キャンディ
フレンドのMiiの部屋を訪れた時に使用するとアンサーを話す。ログインボーナス、「おとしてMii」の景品などで貰える。
服
Miiに着せることができる。Miitomoコインを使って「ショップ」で購入できる。ショップに並ぶ服は、固定のものと毎日入れ替わるものがある。

### イベント
みんなでアンサー
イベント期間中に「注目の質問（Miiが青いフキダシを出している）」に答えると、「マイニンテンドー」で使用できるプラチナポイント（Miitomo）を貰える。

## 沿革
- 2016年
  - 2月17日 - ユーザーの事前登録が開始[4]。
  - 3月11日 - アプリ配信開始日が3月17日に決定（配信開始時間は未定）。
  - 3月17日 - アプリが配信開始（バージョンはiOSが1.0.1、Androidが1.0.0）され、ユーザー評価で高評価を得る[14]。
  - 3月18日 - 調査会社アップアニーのiPhone向け国内無料ソーシャルネットワーキング分野のダウンロードランキングで首位[15]。
  - 3月22日 - アプリ配信開始から3日で100万人を突破し任天堂株が急伸[16]。
  - 3月31日 - バージョン1.1リリース。フレンドのフレンドに対して、フレンド申請できるようになる等新機能追加。
  - 4月27日 - 全世界で1000万人突破[17]。
  - 5月10日 - バージョン1.2リリース。フレンド招待機能などの追加、および高速化対応。
- 2018年
  - 1月25日 - サービス終了を告知[12]。
  - 5月9日16:00（日本時間） - サービス終了[12][5]。
  - 8月31日14:00　（日本時間）－カスタマーサポート終了

## 特典
- ユーザーの事前登録の特典として、「マイニンテンドー」で使える「プラチナポイント」がプレゼントされた[18]。
- 『Miitomo』をダウンロードして起動したユーザー全員にマリオの帽子がプレゼントされる。